# Vidraru
Vidraru (rum. Lacul Vidraru) – jezioro zaporowe na rzece Ardżesz w rumuńskich Górach Fogaraskich, między górami Frunții i masywem Ghițu. Powstało po przegrodzeniu koryta rzeki kilka kilometrów na północ od miejscowości Arefu zaporą wodną Vidraru. Po napełnieniu było 8. najwyżej położonym jeziorem zaporowym w Europie i 20. na świecie.
Jezioro powstało po zakończeniu w 1965 trwającej cztery i pół roku budowy zapory. Jego wody wykorzystywane są do napędu turbozespołów hydroelektrowni o mocy zainstalowanej 220 MW.
Przy normalnym poziomie retencji 830 m n.p.m. powierzchnia lustra wody jeziora wynosi 8,93 km², maksymalna głębokość zbiornika około 155 m, a objętość zgromadzonej w nim wody ok. 465 milionów m³. Zbiornik ma długość 10,3 km i maksymalną szerokość 2,2 km (w strefie Valea Lupului – Călugărița). Długość linii brzegowej zbiornika wynosi ok. 28 km. Wpływają do niego duże cieki wodne Capra i Buda, uznawane za źródłowe cieki Ardżeszu, a także kilka innych dużych, zasobnych w wodę potoków (Râul Doamnei, Cernatu, Vâlsan, Topolog, Valea lui Stan i Limpedea), o całkowitym łącznym przepływie około 5,5 tysiąca m³/s.
W pobliżu zapory znajduje się zamek Poenari.
Wzdłuż jeziora przebiega południowy odcinek przecinającej Góry Fogaraskie z północy na południe szosy transfogaraskiej (droga nr 7C), w połowie drogi pomiędzy miejscowością Cârțișoara na północy, gdzie zaczyna się trasa, a miastem Curtea de Argeș na południu.

## Linki zewnętrzne

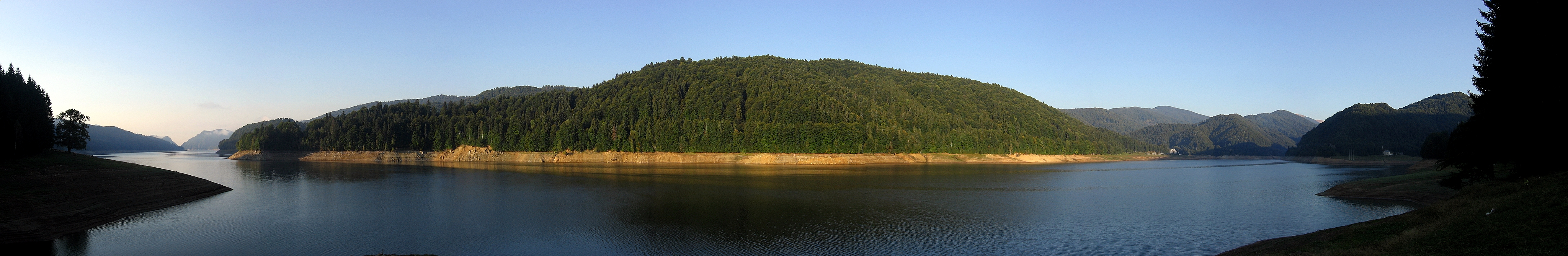
Panorama jeziora Vidraru